# Hans-Heinrich Jescheck
Hans-Heinrich Jescheck (Liegnitz, Schlesien, 10 de janeiro de 1915- Friburgo em Brisgóvia, 27 de setembro de 2009 ) foi um penalista alemão.
Foi Professor Catedrático de Direito Penal na Universidade de Friburgo em Brisgóvia, fundador e diretor do Instituto Max-Planck de Direito Penal Internacional e Estrangeiro, em Friburgo, magistrado do Tribunal Superior de Karlsruhe, presidente da Associação Internacional de Direito Penal. Recebeu doze títulos de doutor honoris causa, incluindo um da Universidade de Coimbra em 1983.

## Carreira
Nascido em 10 de janeiro de 1915 em Leignitz, hoje Legniza, na Polônia, era filho de um advogado e de uma professora.
Jescheck estudou Ciências Jurídicas entre 1933 e 1936 nas Universidades de Friburgo em Brisgóvia, de Munique e de Gotinga.
Em novembro de 1937, foi convocado para o serviço militar e colocado na 18ª Divisão de Infantaria. Pouco antes do fim do seu serviço, eclodiu a Segunda Guerra Mundial. Jescheck serviu na Polónia, França e União Soviética e foi promovido a capitão em 1943. No mesmo ano, passou no exame de assessor de emergência. Em 1944, regressou à Frente Leste e foi ferido. A 5 de março de 1945, recebeu a Cruz de Cavaleiro da Cruz de Ferro.  Jescheck foi feito prisioneiro de guerra pelos franceses em 1945. No campo de Mulsanne, perto de Le Mans, lecionou na universidade do campo com Carl Hermann Ule, entre outros. Mais tarde, veio para St. Denis para um Centre d'études pour prisoners de guerre allemandes, onde contactou com as principais figuras da sociedade francesa: Joseph Rovan, André Maurois, Raymond Aron, Emanuel Mounier, André François-Poncet. Em junho de 1947, foi libertado do cativeiro; nada se sabe sobre a sua desnazificação.
Doutorou-se em 1939, sob a orientação de Eduard Kern, com um trabalho sobre A responsabilidade dos órgãos estatais no âmbito do Direito Penal Internacional (Die Veranwortlichkeit der Staatsorgane nach Völkerstrafrecht - Eine Studie zu den Nürnberger Prozessen).
De 1949 a 1953, Jescheck atuou como Juiz, sucessivamente, do Tribunal Regional e do Tribunal Superior de Friburgo em Brisgóvia, e como Professor Substituto em Tubinga.
Em 1954, foi chamado para lecionar na Universidade de Friburgo da Brisgóvia, proferindo aula inaugural, por ocasião de sua posse, sob o título o Desenvolvimento, Tarefas e Métodos do direito penal comparado, a qual, no ano seguinte, foi publicada como livro pela editora J.C.B. Mohr Siebeck. Neste mesmo ano passou a integrar o Corpo de Organizadores da Revista de Ciência conjunta do Direito Penal (Zeitschrift für die gesamte Strafrechtswissenschaft - ZStW), sendo que entre 1954 e 1992 coordenou a seção estrangeira da revista e entre 1969 e 1987 foi seu coordenador geral. Sua dedicação ao periódico, sua impressionante e extraordinária obra e sua personalidade marcada pela devoção à ciência, o espírito humanitário e o sentimento de dever, renderam-lhe a homenagem registrada na ZStW 107 (1995).
Foi reitor da Universidade de Freiburg (1964-1965).
No dia 01 de abril de 1954, Jescheck foi chamado a assumir a direção do Instituto Max Planck de Direito Penal Internacional e Estrangeiro. Sob sua direção, o Instituto se tornou um dos mais importantes centros mundiais de pesquisa jurídico-penal. Em 1970, com a ajuda, de Günther Kaiser, foi criada a seção de Criminologia do Instituto Max Planck. Seu conceito "Direito Penal e Criminologia sob um teto", ele explica com a seguinte proposição: "Direito Penal sem Criminologia é cego, e Criminologia sem Direito Penal é ilimitado (uferlos)".
A obra científica de Jescheck abrange mais de 600 publicações e se estende a toda a ciência jurídico-penal. Os seus temas principais situavam-se no Direito Penal Comparado, no Direito Penal Internacional e na Parte Geral do Direito Penal. Inúmeros artigos seus foram traduzidos para várias línguas (francês, inglês, espanhol, italiano, português, polonês, tcheco e turco). Em português, seu artigo "O objeto do direito penal internacional e sua mais recente evolução" (Gegenstand und neueste Entwicklung des internationalen Strafrechts) está publicado na Revista de Direito Penal, dirigida por Heleno Cláudio Fragoso, no número 6, Rio de janeiro, ed. Borsoi, 1972, p. 7-20.
Sua obra principal, o Tratado de Direito Penal (Lehrbuch des Strafrechts), foi traduzido para o espanhol (várias edições traduzidas), o japonês e o chinês. Hoje, sua obra vem sendo atualizada por um de seus discípulos, Thomas Weigend.
Ulrich Sieber chega a dizer que, na escolha de seus temas, Jescheck era frequentemente um visionário. Nos anos 50, ele já reconhecia a futura importância do direito penal comparado, do direito penal internacional (Völkerstrafrecht) e do direito penal europeu, e trabalhava questões que, ainda hoje, computam-se dentre as centrais preocupações da ciência jurídico-penal.
Em 1998, editou-se uma coletânea de artigos escritos por Jescheck entre 1980 e 1998 (Beiträge zum Strafrecht 1980-1998. Berlim: Düncker & Humblot, 1998), onde estão listados, em apêndice, todos os seus trabalhos jurídicos.
Em 2006 a sua obra Desenvolvimento, tarefas e métodos do Direito Penal Comparado (Entwicklung, Aufgaben und Methoden der Strafrechtsvergleichung. Tübingen: J.C.B. Mohr / Paul Siebeck, 1955) foi traduzida ao português por Pablo Rodrigo Alflen, hoje professor da Faculdade de Direito da Universidade Federal do Rio Grande do Sul (único livro traduzido ao português, com autorização expressa de Jescheck).
Em homenagem a Jescheck, foi criado, em 2009, o Prêmio Hans-Heinrich Jescheck, que foi conferido, pela primeira vez, durante o Congresso da Associação Internacional de Direito Penal, em Istambul, apenas dois dias antes de sua morte.
O Instituto Max Planck realizou, de 07 a 08 de janeiro de 2011, o Colóquio Internacional em Memória ao Prof. Dr. Dr. h.c. mult. Hans-Heinrich Jescheck.

## Obras principais
- Lehrbuch des Strafrechts: All. Teil / von Hans-Heinrich Jescheck, - 4. vollständig neubearb. u. erw. Aufl. - Berlin: Duncker u. Humblot, 1988 - ISBN 3-428-06410-O

Tradução para o espanhol sob o título de Tratado de Derecho Penal - Parte General, em três edições:
Tradução da Quinta Edição alemã, com Tomas Weigend (2003): Quinta Edición - Traducción de Miguel Olmedo Cardenete - ISBN 8484446417
Tradução da Quarta Edição alemã (1988): Cuarta Edición completamente corregida y ampliada - Traducción de José Luis Manzanares Samaniego - Editorial Comares - Granada - 1993 - ISBN 84-87708-79-X.
Tradução da Terceira Edição alemã (1978): Traducción y adciones de Derecho español por Santiago Mir Puig y Francisco Muñoz Conde - Casa Editorial Bosch - Barcelona - 1981 - ISBN 3-428-04075-9
- Entwicklung, Aufgaben und Methoden der Strafrechtsvergleichung. Antrittsrede. Tübingen: J.C.B. Mohr, 1955.

Tradução para o português com o título Desenvolvimento, Tarefas e Métodos do Direito Penal Comparado - Tradução do Prof. Dr. Pablo Rodrigo Alflen - Porto Alegre: Editora Sergio Antonio Fabris, 2006 - ISBN 9788575253403 (depositada na Biblioteca Nacional Alemã - Deutsche Nationalbibliothek).